# Ausspähen von Daten
Das Ausspähen von Daten ist gemäß  § 202a des deutschen Strafgesetzbuchs (StGB) ein Vergehen, welches mit Freiheitsstrafe bis zu drei Jahren oder Geldstrafe bestraft wird.

## Tatbestand
Geschützt wird die Verfügungsbefugnis über Daten. Diese Norm ist sozusagen die allgemeine Strafbestimmung gegen den „elektronischen Hausfriedensbruch“. Primär geht es um das Verschaffen von Daten. Dabei ist es nicht relevant, ob geschäftliche oder private Daten ausgespäht werden. §202a StGB erfasst unter anderem den Softwarediebstahl, das Ausspähen von Daten, den Wirtschaftsverrat und das Verschaffen von Unternehmensgeheimnissen. Nach Meinung einiger Juristen war das Einhacken in fremde Datensysteme ohne das Verschaffen von Daten nicht gesetzwidrig; diese Einschätzung ist jedoch nach dem neuen Wortlaut der Norm, demgemäß die Strafbarkeit bereits mit der Erlangung des Zugangs beginnt, nicht mehr haltbar. Das uneingeschränkte Lesen der illegal beschafften Daten erfüllt in jedem Fall den Tatbestand des § 202a.
Phishing, also beispielsweise das Verschicken von E-Mails unter dem Namen tatsächlich existierender Kreditinstitute an Bankkunden, mit denen die Empfänger unter einem Vorwand aufgefordert werden, auf einer verlinkten und ebenfalls gefälschten Webseite Zugangsdaten einzugeben, dient zwar der Vorbereitung eines Computerbetrugs gemäß § 263a StGB, stellt aber kein Ausspähen von Daten gemäß § 202a StGB dar.
Zukünftig soll bereits der bloße unbefugte Zugang zu Computer- und Informationssystemen („Hacking“) strafbar sein. Bisher (Stand 2007) gilt dies erst, wenn sich jemand Daten verschafft.
Da das Europarat-Übereinkommen die Strafbarkeit von bestimmten Vorbereitungshandlungen für Computerstraftaten vorschreibe, soll der im deutschen Recht bestehende Tatbestand des vorbereitenden Computerbetrugs auf das Ausspähen und Abfangen von Daten erweitert werden. Auch Vorbereitungshandlungen zu Datenveränderung und Computersabotage sollten in diesem Zusammenhang erfasst werden.

## Erfasste Delikte in der polizeilichen Kriminalstatistik
|      | Anzahl der Delikte § 202a StGB in Deutschland (PKS) |
| 2000 | 538                                                 |
| 2001 | 1.463                                               |
| 2002 | 806                                                 |
| 2003 | 781                                                 |
| 2004 | 1.743                                               |
| 2005 | 2.366                                               |
| 2006 | 2.990                                               |
| 2007 | 4.829                                               |
| 2008 | 7.727                                               |

Anhand von Statistiken (Polizeiliche Kriminalstatistik (PKS), Verurteiltenstatistik usw.) lässt sich das genaue Ausmaß der Delikte nicht ermitteln. Wegen unterschiedlicher Erfassungszeiträume/-daten und anderen Einflussfaktoren sind diese Statistiken in Deutschland nicht vergleichbar.
In der deutschen polizeilichen Kriminalstatistik wurden 2008 insgesamt 7.727 Delikte erfasst. Die Fallzahlen der Jahre 2000–2008 können der Tabelle (PKS 2000–2008) entnommen werden.
Bei den Computerstraftaten überwiegen männliche erwachsene Tatverdächtige ab 21 Jahren.